# Miss Pays de la Loire
Miss Pays de la Loire est un concours de beauté annuel concernant les jeunes femmes de la région Pays de la Loire. Il est qualificatif pour l'élection de Miss France, retransmise en direct sur la chaîne TF1, en décembre, chaque année.
Trois Miss issues de la région Pays de la Loire ont déjà été couronnées Miss France : Jacqueline Gayraud (Miss France 1964), Linda Hardy (Miss France 1992) et Valérie Claisse (Miss France 1994).

## Histoire
Certaines années, des Miss Anjou, Miss Maine, Miss Sarthe ou Miss Vendée étaient aussi présentes lors de l'élection de Miss France.
Depuis 2010, le département de la Loire-Atlantique qui faisait partie de Miss Bretagne est intégré à Miss Pays de la Loire.

## Élections locales qualificatives
- Miss Anjou ;
- Miss Les Sables d'Olonne Plage ;
- Miss Loire-Atlantique ;
- Miss Maine-et-Loire ;
- Miss Mayenne ;
- Miss Nantes ;
- Miss Sarthe.

## Les Miss
Note : Toutes les données ne sont pas encore connues. Cette section concerne uniquement les candidates ayant participé à la finale de Miss France.
| Année | Dénomination          | Nom                        | Âge     | Taille | Résidence                 | Classement local/régional | Classement à Miss France                                                            | Autres |
| ----- | --------------------- | -------------------------- | ------- | ------ | ------------------------- | --- | ----------------------------------------------------------------------------------- | --- |
| 1951  | Miss Anjou            | Christiane Deniau          |         |        |                           | |                                                                                     | |
| 1954  | Miss Vendée           | Nicole Ricando             |         |        |                           | |                                                                                     | |
| 1963  | Miss Vendée           | Jacqueline Gayraud         | 17ans ½ |        |                           | | Élue Miss France 1964 après la démission d'Arlette Collot.                          | |
| 1963  | Miss Noirmoutier      | Marie-Thérèse Testu.       |         |        |                           | | 2e dauphine d'Miss France 1964                                                      | |
| 1967  | Miss Val de Loire     | Michèle Cailleux           |         |        |                           | |                                                                                     | |
| 1967  | Miss Vendée           | Marie-Thérèse Vermond      |         |        |                           | | 1re dauphine de Miss France 1968                                                    | |
| 1968  | Miss Anjou            | Francine Lagardère         | 19 ans  |        | Saumur                    | |                                                                                     | |
| 1970  | Miss Mayenne          | Catherine Cornier          |         |        |                           | |                                                                                     | |
| 1970  | Miss Sarthe           | Mylène Renoult             |         |        |                           | |                                                                                     | |
| 1972  | Miss Maine-et-Loire   | Dominique Lafont           | 19 ans  | 1,70 m | Angers                    | |                                                                                     | |
| 1972  | Miss Sarthe           | Patricia Vaudolon          | 18 ans  |        | Connerré                  | |                                                                                     | |
| 1973  | Miss Anjou            | Brigitte Gabory            |         |        | Angers                    | |                                                                                     | |
| 1974  | Miss Anjou            | Marie-Christine Goguet     | 19 ans  | 1,79 m | Bécon-les-Granits         | |                                                                                     | |
| 1975  | Miss Anjou            | Blandine Thomas            | 18 ans  | 1,70 m | Sainte-Gemmes-sur-Loire   | |                                                                                     | |
| 1976  | Miss Anjou            | Édith Marsollier           | 20 ans  | 1,66 m | Angers                    | |                                                                                     | |
| 1976  | Miss Sarthe           | Brigitte Cuinier           |         |        |                           | |                                                                                     | |
| 1977  | Miss Anjou            | Martine Rabier             |         |        | La Fosse-de-Tigné         | |                                                                                     | |
| 1977  | Miss Sarthe           | Brigitte Jarrier           |         |        |                           | |                                                                                     | |
| 1978  | Miss Anjou            | Corinne Gaborieau          |         |        | Cholet                    | |                                                                                     | |
| 1978  | Miss Sarthe           | Sylvie Blin                |         |        | Le Mans                   | |                                                                                     | |
| 1978  | Miss Anjou            | Nelly Godineau             |         |        |                           | |                                                                                     | |
| 1979  | Miss Anjou            | Dominique Guilleau         | 17 ans  |        | Chalonnes-sur-Loire       | |                                                                                     | |
| 1979  | Miss Mayenne          | Claudie Clément            |         |        |                           | |                                                                                     | |
| 1979  | Miss Sarthe           | Marie-Thérèse Gaulupeau    |         |        |                           | |                                                                                     | |
| 1980  | Miss Anjou            | Brigitte Béranger          | 18 ans  |        | Chalonnes-sur-Loire       | 1re dauphine de Miss Anjou 1979 |                                                                                     | |
| 1981  | Miss Anjou            | Muriel Hermine             |         |        |                           | |                                                                                     | Décide de ne pas participer à l’élection de 1982 afin de préparer les championnats du monde de natation       |
| 1981  | Miss Mayenne          | Isabelle Messager          | 17 ans  |        | Changé                    | Prix de la photogénie |                                                                                     | Candidate française à Miss Intercontinental 1982.                                                             |
| 1982  | Miss Mayenne          | Marie-Laure Godard         |         |        | Laval                     | | Prix du costume historique                                                          | |
| 1982  | Miss Sarthe           | Marie-Claude Daumard       | 17 ans  |        | Fillé                     | | Prix de la sympathie                                                                | |
| 1984  | Miss Mayenne          | Rose-Noëlle Maudet         |         |        | Châtres-la-Forêt          | |                                                                                     | |
| 1985  | Miss Mayenne          | Delphine Reichert          |         |        | Saint-Baudelle            | |                                                                                     | |
| 1985  | Miss Pays de la Loire | Catherine "Cathy" Challier | 18 ans  |        | Nantes                    | |                                                                                     | |
| 1985  | Miss Sarthe           | Caroline Fattal            |         |        |                           | |                                                                                     | |
| 1986  | Miss Anjou            | Nathalie Expert            | 19 ans  |        | Saumur                    | 2e dauphine de Miss Pays de la Loire 1986. |                                                                                     | |
| 1986  | Miss Pays de la Loire | Véronique Ploumion         | 19 ans  |        | Nantes                    | |                                                                                     | |
| 1986  | Miss Mayenne          | Cathy Fleury               | 17 ans  |        | Ernée                     | |                                                                                     | |
| 1987  | Miss Anjou            | Laurence Janitor           |         |        | Bel-Air de Combrée        | |                                                                                     | |
| 1987  | Miss Centre-Ouest     | Évelyne Poignet            |         |        | Champfleur                | Miss Sarthe 1987 |                                                                                     | |
| 1987  | Miss Pays de la Loire | Stéphanie Dubois           | 19 ans  |        | Saint-Père-en-Retz        | |                                                                                     | |
| 1988  | Miss Anjou            | Véronique Guineheux        | 19 ans  | 1,79 m |                           | |                                                                                     | |
| 1988  | Miss Pays de la Loire | Anne Février               | 18 ans  | 1,67 m | Carquefou                 | |                                                                                     | |
| 1988  | Miss Sarthe           | Sarah Furri                | 19 ans  | 1,67 m | La Flèche                 | |                                                                                     | |
| 1989  | Miss Anjou            | Valérie Broucas            | 22 ans  | 1,71 m | Avrillé                   | |                                                                                     | |
| 1989  | Miss Centre-Ouest     | Karine Richefeu            | 19 ans  |        | Le Mans                   | Miss Sarthe 1989 | 2e dauphine de Miss France 1990                                                     | |
| 1989  | Miss Pays de la Loire | Alexandra Warin            | 17 ans  |        | Mésanger                  | |                                                                                     | |
| 1990  | Miss Anjou            | Katia Lethieleux           | 18 ans  | 1,72 m | Brézé                     | |                                                                                     | |
| 1990  | Miss Centre-Ouest     | Katia Terouinard           | 18 ans  | 1,78 m | Saint-Corneille           | |                                                                                     | |
| 1990  | Miss Pays de la Loire | Nathalie Fonteneau         | 18 ans  | 1,73 m | Mortagne-sur-Sèvre        | |                                                                                     | |
| 1991  | Miss Anjou            | Sonia Baffour              | 18 ans  |        | Segré                     | | Figure parmi les 12 demi-finalistes à l'élection de Miss France 1992                | |
| 1991  | Miss Pays de la Loire | Linda Hardy                | 18 ans  | 1,75 m | Saint-Herblain            | | Miss France 1992                                                                    | Prix d'élégance Miss Europe 1992, représentante la France à Miss World 1992                                   |
| 1992  | Miss Anjou            | Sarah Vételé               |         |        | Cholet                    | |                                                                                     | |
| 1992  | Miss Pays de la Loire | Karine Martineau           | 18 ans  |        | Mésanger                  | |                                                                                     | |
| 1993  | Miss Anjou            | Béatrice Glebeau           | 18 ans  |        | Le Louroux-Béconnais      | |                                                                                     | |
| 1993  | Miss Maine            | Patricia Blain             |         |        | Saint-Michel-de-la-Roë    | Elle est également 1re dauphine de Miss Anjou 1993, élue plus tôt dans l'année.                                                                                    | Figure parmi les 12 demi-finalistes à l'élection de Miss France 1994                | |
| 1993  | Miss Pays de la Loire | Valérie Claisse            | 21 ans  | 1,76 m | Pornic                    | Miss Nantes 1991, 2e dauphine Miss Loire-Atlantique 1991, 2e dauphine Miss Côte de Jade 1992, Miss Loire-Atlantique 1993                                           | Miss France 1994                                                                    | |
| 1994  | Miss Anjou            | Estelle Chiron             |         |        | Pouancé                   | |                                                                                     | |
| 1994  | Miss Pays de la Loire | Roselyne Ferré             |         |        | Corsept                   | |                                                                                     | |
| 1995  | Miss Anjou            | Séverine Deroualle         | 20 ans  | 1,82 m | Avrillé                   | 2e dauphine de Miss Pays de Loire 1993 | 4e dauphine de Miss France 1996                                                     | Représente la France à Miss World 1996                                                                        |
| 1995  | Miss Maine            | Stéphanie Besnardeau       |         |        | Malicorne                 | Miss Sarthe 1995 |                                                                                     | |
| 1995  | Miss Pays de la Loire | Magali Hautbois            | 19 ans  |        | Saint-Berthevin           | |                                                                                     | |
| 1996  | Miss Anjou            | Sandrine Hamidi            |         |        | Chalonnes-sur-Loire       | | 2e dauphine de Miss France 1997                                                     | |
| 1996  | Miss Maine            | Angélique Monnier          | 19 ans  | 1,70 m | Le Mans                   | |                                                                                     | |
| 1996  | Miss Pays de la Loire | Céline Bourban             | 19 ans  | 1,75 m | Saint-Herblain            | |                                                                                     | |
| 1997  | Miss Anjou            | Sonia Leray                | 19 ans  | 1,76 m | Sainte-Gemmes-d'Andigné   | |                                                                                     | |
| 1997  | Miss Pays de la Loire | Caroll Parfait             | 18 ans  | 1,73 m | Saint-Julien-de-Concelles | Miss Nantes 1997 |                                                                                     | Sylvie Tellier est la même année, Miss Vendée et 1re dauphine de Miss Pays de Loire                           |
| 1998  | Miss Anjou            | Maud Perrochon             | 22 ans  | 1,81 m | Saint-Christophe-du-Bois  | Miss Maine-et-Loire 1998 | 5e dauphine de Miss France 1999                                                     | Cette année-là, Miss Anjou et Miss Pays de la Loire étaient toutes deux originaires de la même commune        |
| 1998  | Miss Pays de la Loire | Aude Rautureau             | 18 ans  | 1,84 m | Saint-Christophe-du-Bois  | 1re dauphine de Miss Maine-et-Loire 1998 2e dauphine de Miss Anjou 1998                                                                                            | Figure parmi les 12 demi-finalistes à l'élection de Miss France 1999                | Cette année-là, Miss Anjou et Miss Pays de la Loire étaient toutes deux originaires de la même commune        |
| 1999  | Miss Anjou            | Laureen Bidi               | 19 ans  | 1,80 m | Cholet                    | |                                                                                     | Ancienne membre de l'équipe de France junior de volley-ball                                                   |
| 1999  | Miss Pays de la Loire | Maud Garnier               | 23 ans  | 1,83 m | Nantes                    | Miss Loire-Atlantique 1999 | 6e dauphine de Miss France 2000                                                     | Miss Globe Beauty International 2000, elle participe à Koh-Lanta 2 et Koh-Lanta la revanche des héros en 2012 |
| 2000  | Miss Anjou            | Hélène Leroyer             | 22 ans  | 1,79 m | Angers                    | Miss Maine-et-Loire 2000 | Figure parmi les 12 demi-finalistes à l'élection de Miss France 2001                | |
| 2000  | Miss Maine            | Karine Tessier             | 22 ans  | 1,71 m | La Flèche                 | Miss Sarthe 1996 |                                                                                     | |
| 2001  | Miss Anjou            | Estelle Davy               | 22 ans  | 1,73 m | Angers                    | |                                                                                     | |
| 2001  | Miss Maine            | Tatiana Morin              | 21 ans  | 1,73 m | Clermont-Créans           | |                                                                                     | |
| 2002  | Miss Anjou            | Cécile Bourdeau            |         |        | Angers                    | |                                                                                     | |
| 2002  | Miss Maine            | Aurélie Paillard           | 22 ans  |        | Le Mans                   | Miss Pays Sarthois 2002 |                                                                                     | |
| 2003  | Miss Anjou            | Audrey Gasnier             | 24 ans  | 1,79 m | Varennes-sur-Loire        | 1re dauphine de Miss Anjou 2002 |                                                                                     | |
| 2003  | Miss Maine            | Melgie Vadier              | 21 ans  | 1,75 m | Mulsanne                  | |                                                                                     | Prix des mannequins                                                                                           |
| 2004  | Miss Anjou            | Émilie Pinheiro            | 20 ans  | 1,78 m | Cholet                    | |                                                                                     | |
| 2004  | Miss Maine            | Sabrina Champin            | 21 ans  | 1,73 m | Le Mans                   | | 2e dauphine de Miss France 2005                                                     | |
| 2005  | Miss Anjou            | Vidya Juganaikloo          | 20 ans  | 1,75 m | Chanzeaux                 | Miss Maine-et-Loire 2005 |                                                                                     | Prix de la photogénie 2005                                                                                    |
| 2005  | Miss Maine            | Amandine Tardif            | 21 ans  | 1,78 m | Beaumont-Pied-de-Bœuf     | |                                                                                     | |
| 2006  | Miss Pays de la Loire | Christine Rambaud          | 19 ans  | 1,82 m | Saint-Barthélemy-d'Anjou  | Miss Anjou 2006 | Figure parmi les 12 demi-finalistes à l'élection de Miss France 2007 et termine 11e | |
| 2007  | Miss Pays de la Loire | Laura Tanguy               | 20 ans  | 1,79 m | Écouflant                 | Miss Maine-et-Loire 2006 | 2e dauphine de Miss France 2008                                                     | Elle est candidate à Miss Monde 2008 et Miss Univers 2008                                                     |
| 2008  | Miss Pays de la Loire | Élodie Martineau           | 21 ans  | 1,75 m | Auzay                     | Miss Littoral Vendéen 2006, 2e dauphine de Miss Pays de Loire 2007                                                                                                 | 2e dauphine de Miss France 2009                                                     | |
| 2009  | Miss Pays de la Loire | Amélie Taugourdeau         | 23 ans  | 1,70 m | Le Coudray-Macouard       | Miss Avrillé Haut-Anjou 2009 |                                                                                     | |
| 2010  | Miss Pays de la Loire | Lætitia Legros             | 22 ans  | 1,78 m | Saumur                    | Miss Saumur 2006, Miss Anjou 2007, Miss Maine-et-Loire 2007, 1re dauphine de Miss Pays de Loire 2008                                                               |                                                                                     | |
| 2011  | Miss Pays de la Loire | Mathilde Couly             | 21 ans  | 1,72 m | Héric                     | Miss Héric 2008, Miss Pays de la Mée 2009, Miss Nantes 2009, Miss Loire-Atlantique 2009, 2e dauphine de Miss Bretagne 2009, 2e dauphine de Miss Pays de Loire 2010 | 1re dauphine de Miss France 2012                                                    | |
| 2012  | Miss Pays de la Loire | Mélinda Paré               | 18 ans  | 1,76 m | Le Lion-d'Angers          | Miss Anjou 2011 | 4e dauphine de Miss France 2013                                                     | |
| 2013  | Miss Pays de la Loire | Marie Plessis              | 22 ans  | 1,73 m | Rochefort-sur-Loire       | 1re dauphine de Miss Avrillé Haut Anjou 2011, Miss Maine-et-Loire 2012, 2e dauphine de Miss Pays de Loire 2012                                                     |                                                                                     | |
| 2014  | Miss Pays de la Loire | Flavy Facon                | 21 ans  | 1,76 m | Brain-sur-Allonnes        | Miss Maine-et-Loire 2011, Miss Mayenne 2012, 1re dauphine de Miss Pays de Loire 2013                                                                               |                                                                                     | |
| 2015  | Miss Pays de la Loire | Angélina Laurent           | 20 ans  | 1,73 m | Ruaudin                   | Miss Sarthe 2015 |                                                                                     | |
| 2016  | Miss Pays de la Loire | Carla Loones               | 21 ans  | 1,77 m | Le Fresne-sur-Loire       | Miss Maine-et-Loire 2016 |                                                                                     | |
| 2017  | Miss Pays de la Loire | Chloé Guémard              | 20 ans  | 1,75 m | Olonne-sur-Mer            | Miss Vendée 2017 |                                                                                     | |
| 2018  | Miss Pays de la Loire | Diane Le Roux              | 22 ans  | 1,82 m | Orvault                   | Miss Pays de la Mée 2017, 2e dauphine de Miss Pays de Loire 2017                                                                                                   |                                                                                     | |
| 2019  | Miss Pays de la Loire | Yvana Cartaud              | 18 ans  | 1,74 m | Beaufou                   | Miss Vendée 2019 | 6e dauphine de Miss France 2020                                                     | Prix du meilleur costume régional lors de l’élection de Miss France 2020                                      |
| 2020  | Miss Pays de la Loire | Julie Tagliavacca          | 24 ans  | 1,73 m | Maulévrier                | Miss Lyon 2018, 1re dauphine de Miss Rhône 2018, Miss Maine-et-Loire 2019, 2e dauphine de Miss Pays de la Loire 2019                                               | Figure parmi les 15 demi-finalistes à l'élection de Miss France 2021 et termine 9e  | |
| 2021  | Miss Pays de la Loire | Line Carvalho              | 20 ans  | 1,81 m | Blain                     | Miss Loire-Atlantique 2020, 3e dauphine de Miss Pays de la Loire 2020                                                                                              | Figure parmi les 15 demi-finalistes à l'élection de Miss France 2022 et termine 12e | 3e au test de culture générale avec la note de 15/20                                                          |
| 2022  | Miss Pays de la Loire | Emma Guibert               | 20 ans  | 1,76 m | Poiroux                   | Miss Vendée 2022 | Figure parmi les 15 demi-finalistes à l'élection de Miss France 2023 et termine 12e | |
| 2023  | Miss Pays de la Loire | Clémence Ménard            | 25 ans  | 1,74 m | La Séguinière             | Miss Maine-et-Loire 2023 | Figure parmi les 15 demi-finalistes à l'élection de Miss France 2024 et termine 9e  | |
| 2024  | Miss Pays de la Loire | Melissa Atta Bessiom       | 25 ans  | 1,81 m | Angers                    | Miss Maine-et-Loire 2024 |                                                                                     | |

### Galerie

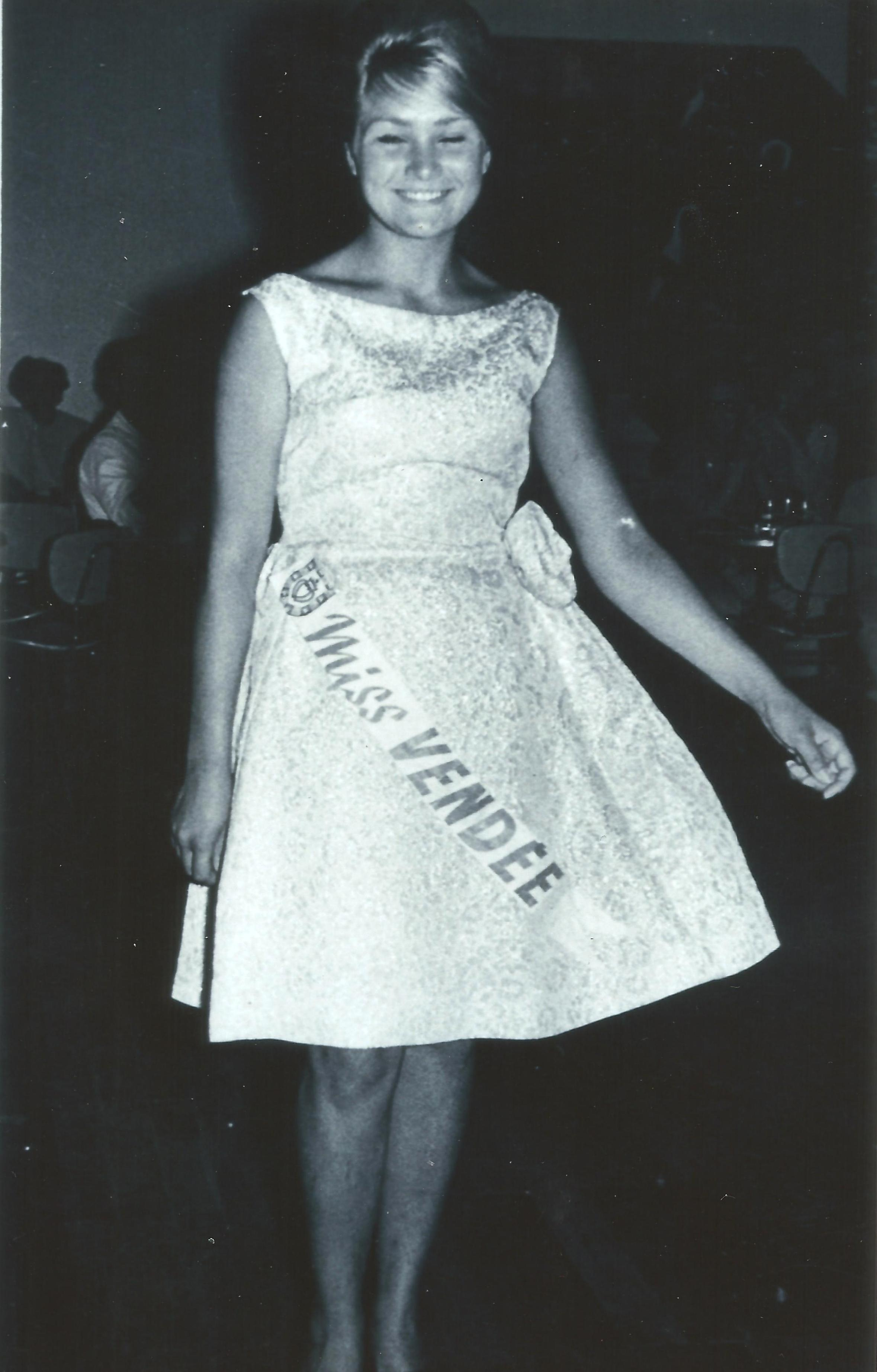
Jacqueline Gayraud, Miss Vendée 1963 et Miss France 1964.
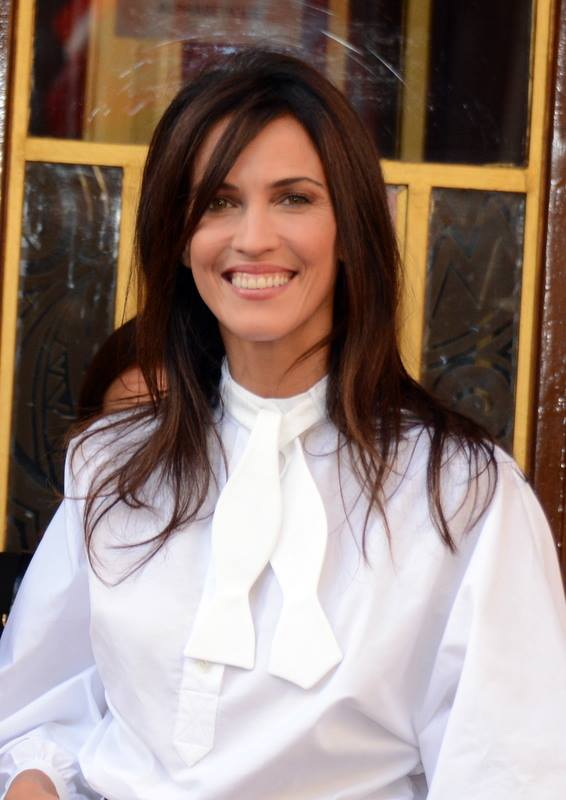
Linda Hardy, Miss Pays de Loire 1991 et Miss France 1992.

## Palmarès par département depuis 2006
- Maine-et-Loire : 2006, 2007, 2009, 2010, 2012, 2013, 2014, 2016, 2020, 2023, 2024 (11)
- Vendée : 2008, 2017, 2019, 2022 (4)
- Loire-Atlantique : 2011, 2018, 2021 (3)
- Sarthe : 2015 (1)
- Mayenne : 0

## Palmarès à l'élection Miss France depuis 2000
- Miss France :
- 1re dauphine : 2012
- 2e dauphine : 2005, 2008, 2009
- 3e dauphine :
- 4e dauphine : 2013
- 5e dauphine :
- 6e dauphine : 2000, 2020,
- Top 12 puis 15 : 2001, 2007, 2021, 2022, 2023, 2024
- Classement des régions pour les 10 dernières élections (Miss France 2015 à 2024) : 16e sur 30[Note 1].

## Synthèse des résultats
- Miss France : Jacqueline Gayraud (Miss Vendée 1963 récupère le titre après destitution de Arlette Collot), Linda Hardy (1991), Valérie Claisse (1993) ;
- 1re dauphine : Marie-Thérèse Vermond (Miss Vendée 1967), Mathilde Couly (Miss Pays de la Loire 2011) ;
- 2e dauphine : Marie-Thérèse Testu (Miss Noirmoutier 1963), Sandrine Hamidi (Miss Anjou 1996), Sabrina Champin (Miss Maine 2004), Laura Tanguy (2008), Élodie Martineau (Miss Pays de la Loire 2008) ;
- 3e dauphine : Séverine Deroualle (Miss Anjou 1995) ;
- 4e dauphine : Maud Perrochon (Miss Anjou 1998), Mélinda Paré (Miss Pays de la Loire 2012);
- 6e dauphine : Maud Garnier (1999), Yvana Cartaud (2019) ;
- Top 12 / Top 15 : Sonia Baffour (Miss Anjou 1991), Patricia Blain (Miss Maine 1993), Aude Rautureau (1998), Hélène Leroyer (Miss Anjou 2000), Christine Rambaud (2006), Julie Tagliavacca (2020), Line Carvalho (2021), Emma Guibert (2022), Clémence Ménard (2023).

## À retenir
- Meilleur classement de ces 10 dernières années : Yvana Cartaud, 6e dauphine de Miss France 2020.
- Dernier classement réalisé : Clémence Ménard, demi-finaliste de Miss France 2024.
- Dernière Miss France : Valérie Claisse en 1994.